# Neskaupstaður
Neskaupstaður je rybářské město v Asturlandu, východním regionu Islandu. V roce 2016 zde žilo 1481 obyvatel. Neskaupstaður je od roku 1998 součástí samosprávné obce Fjarðabyggð.

## Historie
Neskaupstaður byl založen v roce 1892 jako rybářské městečko na pobřeží Norðfjörðuru na místě farmy, zvané „Nes“. Ve 20. století se městu začalo přezdívat Litla-Moskva (Malá Moskva) kvůli převažující socialistické politické orientaci obyvatel.

## Dostupnost
Neskaupstaður je obklopen až 1000 metrů vysokými horskými vrcholy se strmými srázy. Do Neskaupstaðuru sice vede odbočka z islandské okružní silnice č. 92, avšak zejména v zimních měsících bývalo město obtížně dostupné. V letech 1972–⁠1977 zde byl vybudován silniční tunel Oddskar, avšak ten kvůli své vysoké poloze a ohrožení závějemi a lavinami přestal plnit svůj účel, což vzhledem k tomu, že v Neskaupstaðuru je spádová nemocnice a škola a také místní hliníkárna, kam dojíždějí zaměstnanci, představovalo značné komplikace. 

## „Český“ tunel
Zakázku na proražení nového tunelu v hodnotě cca 1,5 miliardy korun získala česká společnost Metrostav. Ražba 7 908 metrů dlouhého tunelu na odbočce z Eskifjörðuru do Neskaupstaðuru, která probíhala v mimořádně obtížných geologických a klimatických podmínkách, byla zahájena v listopadu 2013 a dokončena v září roku 2015. Následující dva roky zde ještě místní firmy prováděly dokončovací práce. Tunel, zvaný Norðfjarðargöng, byl za účasti islandského ministra dopravy Jóna Gunarsona, velvyslance České republiky v Norsku Jaroslava Knota a představitelů jednotlivých organizací a firem slavnostně uveden do provozu v sobotu 11. listopadu 2017.

## Stavba roku
Při vyhodnocení 26. ročníku architektonické soutěže Stavba roku, které se konalo v Praze dne 3. října 2018, získal tunel Nordfjördur prestižní titul Zahraniční stavba roku 2018.

### Externí odkazy

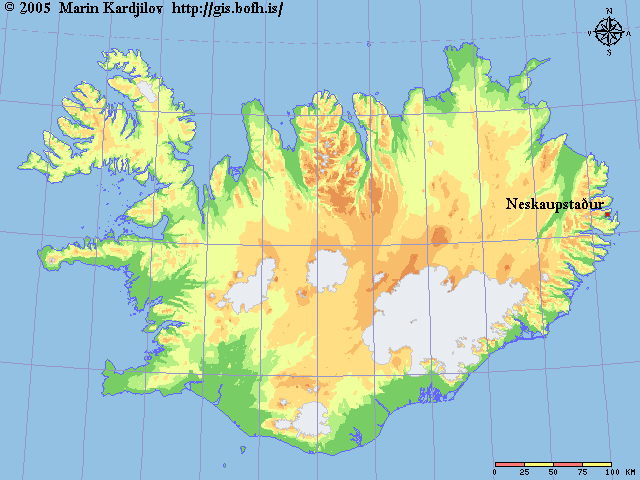
Neskaupstaður na mapě Islandu